# Welbaschd

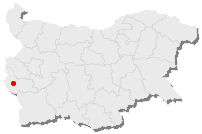
Welbaschd – Lage im heutigen Bulgarien

Welbaschd (bulgarisch, lateinisch Velebusdus) war der mittelalterliche Name der heutigen bulgarischen Stadt Kjustendil. Ursprünglich trug sie in der Antike den Namen Ulpia Pautalius oder nur Pautalius.

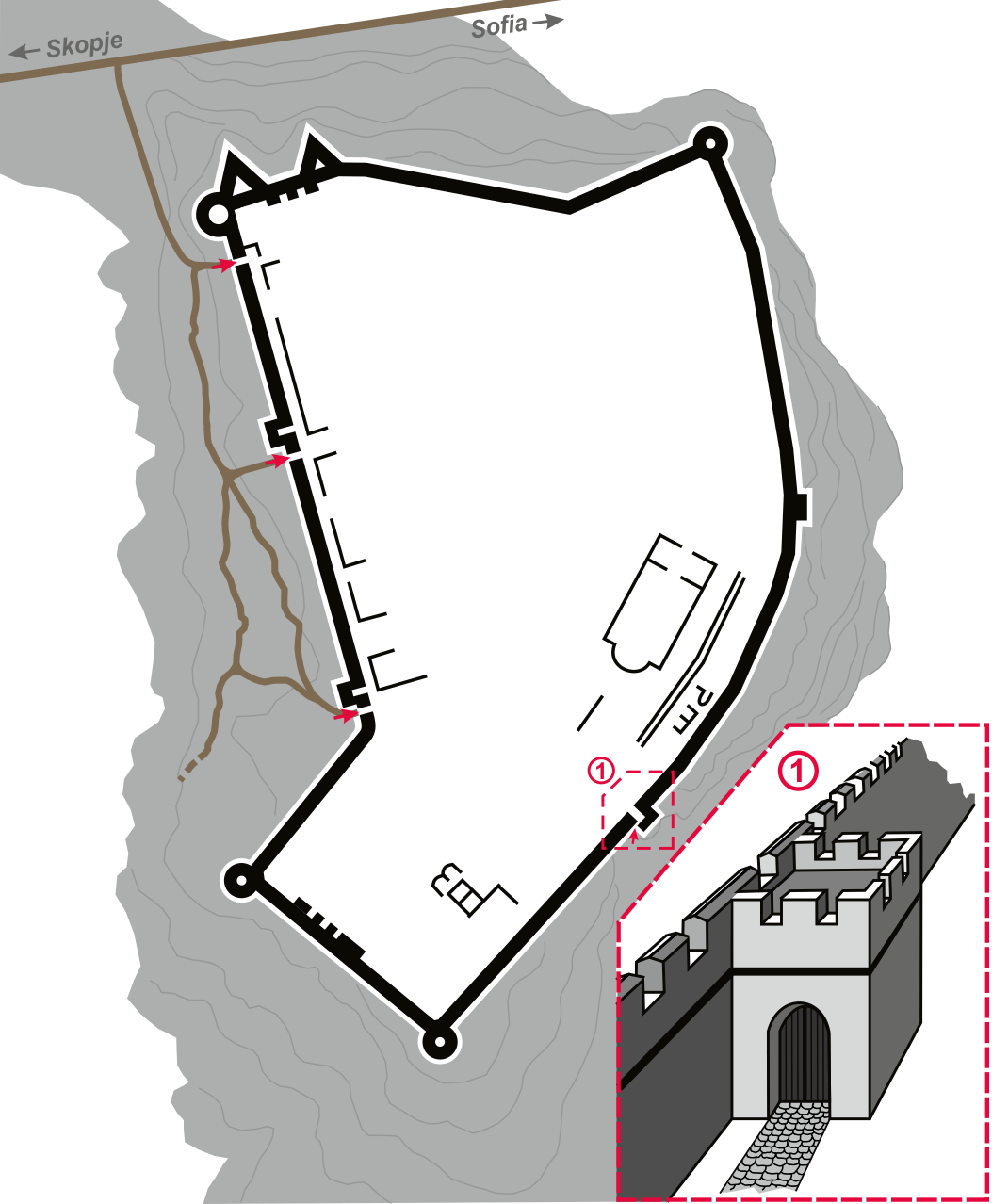
Plan der Festung

Die Stadt Welbaschd lag an schon seit der Jungsteinzeit benutzten Handelsstraßen und wurde als eine der wichtigsten Städte der Provinz Dacia mediterranea angesehen. Die Provinz Dacia mediterranea war 271 bei der Aufteilung von Moesia superior entstanden und teilt mit der früheren Provinz Dacia, deren Gebiet heute auf dem Gebiet Rumäniens liegt, nur den Namen. In der Zeit der Völkerwanderung wurde die Stadt durch eindringende Slawenstämme verwüstet, und um das Jahr 533 verschwand ihr ursprünglicher Name aus den Geschichtsquellen, um jedoch bald als Welbaschd wieder aufzutauchen. Über den Beginn des Christentums in Pautalius/Velebusbus findet sich fast nichts in den Überlieferungen.
Wann die Region genau in das Bulgarische Reich eingegliedert wurde, ist nicht bekannt, vermutlich jedoch während der Herrschaft von Khan Kardam (777–802), spätestens jedoch zur Zeit der Herrschaft von Khan Krum (803–814). Nach der Christianisierung des Bulgarischen Reiches wurde Welbaschd Sitz eines Erzbischofs der bulgarischen Kirche.
1330 fand dort die entscheidende Schlacht bei Welbaschd statt, in welcher die Bulgaren von den serbischen Truppen geschlagen wurden. In der Folge eroberten die Serben die Region. Mitte des 14. Jahrhunderts bildete sich das Despotat Welbaschd, was der serbischen Herrschaft in der Region ein Ende setzte. Das Despotat Welbaschd pflegte familiäre Verbindungen zu den bulgarischen, serbischen und byzantinischen Herrscherhäusern. Zu dieser Zeit war die Stadt ein autokephaler Erzbischofssitz, d. h. Sitz eines Erzbischofs ohne Suffragane. Nach einem der Herrscher (Konstantin) dieses Fürstentums wurde die Stadt zunächst Konstantinowa Zemja (bulgarisch für Konstantins Gebiet) und später Kjustendil (Abwandlung von Konstantin) genannt.

## Religion
Da die Stadt an einem historischen Knotenpunkt lag, beherbergte sie viele Glaubensrichtungen und Religionen – beginnend bei den weit zurückliegenden thrakischen Mysterien und Orphikern über die frühchristlichen Basiliken bis zu unseren Tagen. Heute gehört die Mehrheit der Bevölkerung dem orthodoxen Glauben an.
Seit 1953 wird Welbaschd als Titularerzbischofssitz der römisch-katholischen Kirche vergeben (siehe Velebusdus).